# Pseudotsuga
Pseudotsuga é um género de coníferas pertencentes à família Pinaceae, ordem Pinales.